# Battle Ground (Washington)
Battle Ground is een plaats (city) in de Amerikaanse staat Washington, en valt bestuurlijk gezien onder Clark County.

## Demografie
Bij de volkstelling in 2000 werd het aantal inwoners vastgesteld op 9296.
In 2006 is het aantal inwoners door het United States Census Bureau geschat op 13.399, een stijging van 4103 (44,1%).

## Geografie
Volgens het United States Census Bureau beslaat de plaats een oppervlakte van
9,4 km², geheel bestaande uit land. Battle Ground ligt op ongeveer 83 m boven zeeniveau.

## Plaatsen in de nabije omgeving
De onderstaande figuur toont nabijgelegen plaatsen in een straal van 8 km rond Battle Ground.